# Vicariato apostólico de Anatolia
El vicariato apostólico de Anatolia (en latín: Vicariatus Apostolicus Anatoliensis y en turco: Anadolu Havarisel Vekilliği) es una circunscripción eclesiástica de la Iglesia católica en Turquía. Se trata de un vicariato apostólico latino, inmediatamente sujeto a la Santa Sede. Desde el 25 de noviembre de 2024 es sede vacante y su administrador apostólico es el obispo Antuan Ilgit, de la Compañía de Jesús.

## Territorio y organización

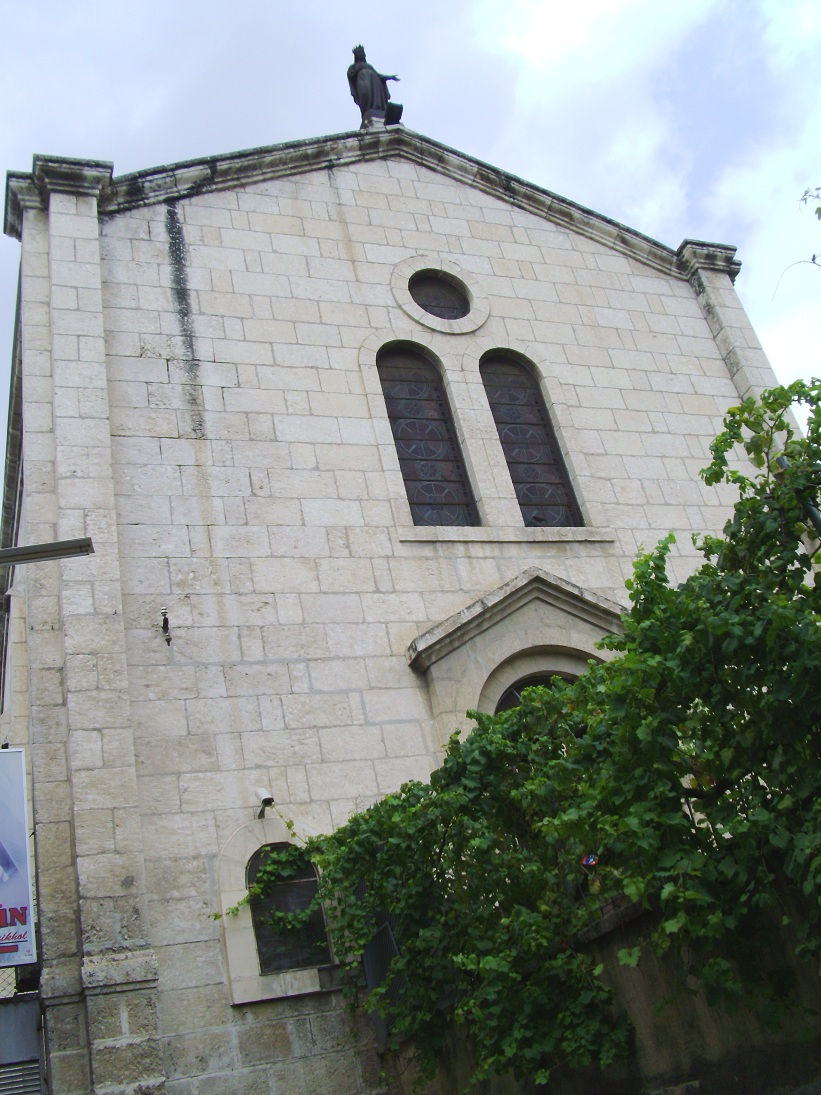
Iglesia de San Pablo, en Adana

El vicariato apostólico extiende su jurisdicción sobre los fieles católicos de rito latino residentes en la parte centro-oriental de Anatolia, comprendiendo las provincias de: Sinope, Samsun, Amasya, Ordu, Giresun, Çorum, Trebisonda, Yozgat, Tokat, Artvin, Gümüşhane, Rize, Bayburt, Erzurum, Ardahan, Kars, Erzincan, Tunceli, Elazığ, Bingöl, Muş, Ağrı, Kayseri, Sivas, Kırşehir, Niğde, Nevşehir, Aksaray, Kahramanmaraş, Adana, Malatya, Diyarbakır, Adıyaman, Sanliurfa, Osmaniye, Kilis, Hatay, Gaziantep, Mersin, Mardin, Karaman, Batman, Siirt, Bitlis, Van, Hakkâri, Şırnak e Iğdır.

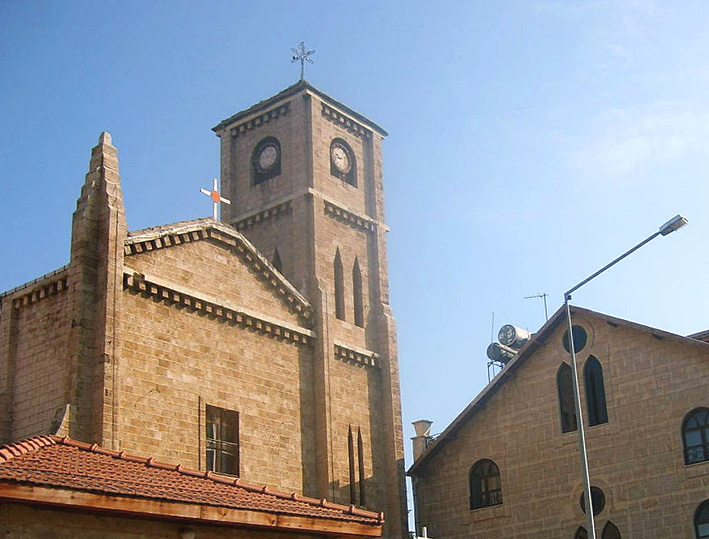
Concatedral de San Antonio de Padua, en Mersin

La sede del vicariato apostólico se encuentra en la ciudad de Alejandreta (o Iskenderun), en donde se halla la Catedral de la Anunciación, en ruinas junto con parte del palacio episcopal luego del terremoto del 6 de febrero de 2023. En Mersin se encuentra la Concatedral de San Antonio de Padua.

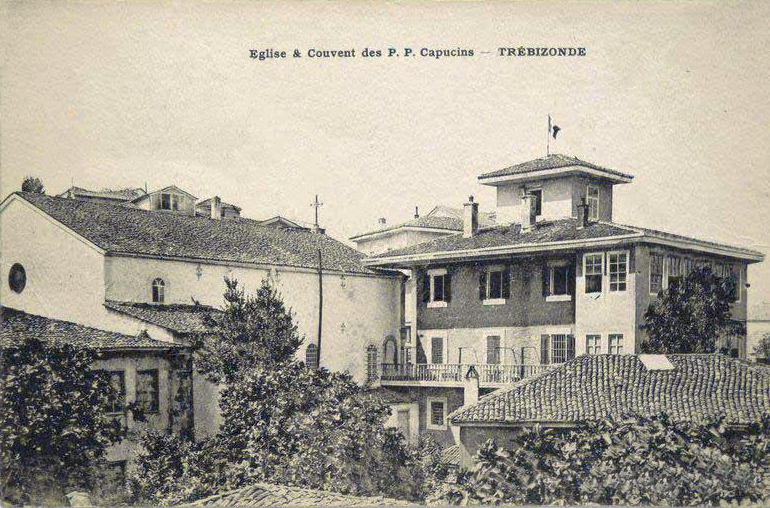
Iglesia y convento capuchino en Trebisonda

En 2022 en el vicariato apostólico existían 7 parroquias: ubicadas en Adana, Antioquía, Alejandreta, Mersin, Samsun y Trebisonda. En Tarso se encuentra la Casa Juan XXIII y en Uçhisar la Betanya Evi.

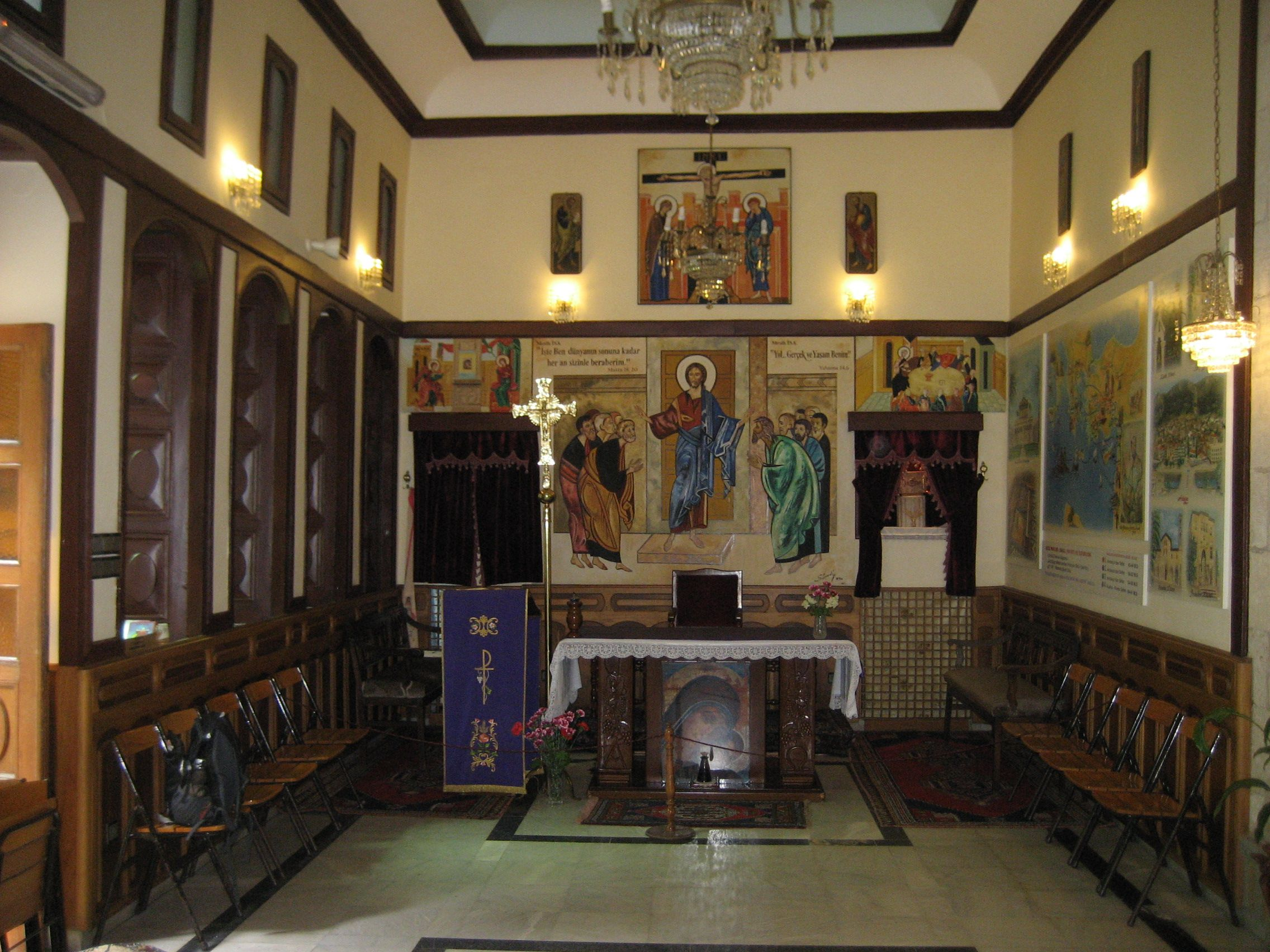
Iglesia de San Pedro y San Pablo, en Antioquía

Las parroquias asisten a católicos de ritos orientales que no tienen cerca sacerdotes de su rito, tales como caldeos, armenios, maronitas, siríacos y melquitas.

## Historia

### Antecedentes
Según los Hechos de los Apóstoles (11:26) fue en Antioquía en donde los seguidores de Jesucristo fueron llamados cristianos por primera vez. Según la tradición se atribuye a los apóstoles Pablo de Tarso y Simón Pedro la fundación de la Iglesia de Antioquía en el período apostólico a mediados del siglo I, de la cual se cree que Pedro fue su primer obispo (45-53 según la tradición calcedoniana, o 37-67 según la tradición no calcedoniana).
El 27 de junio de 1762 con parte del territorio nominal del vicariato apostólico de Constantinopla el papa Clemente XIII erigió el vicariato apostólico de Siria, Egipto, Arabia y Chipre (hoy vicariato apostólico de Alepo). La región de Antioquía, Alejandreta, Adana, Tarso y Mersin pasó a depender del nuevo vicario apostólico con sede en Alepo.

### Prefectura apostólica de Trebisonda
El 1 de enero de 1845 el zar Nicolás I de Rusia ordenó expulsar a 8 sacerdotes capuchinos de la misión de Tiflis en Georgia, quienes llegaron a Trebisonda el 21 de enero de 1845. Con estos misioneros capuchinos la prefectura apostólica de Trebisonda fue erigida el 13 de marzo de 1845, separando territorio del vicariato apostólico de Constantinopla. Incluía la zona costera del mar Negro desde parte de Georgia hasta la desembocadura del río Danubio, junto con Paflagonia, Ponto y Bitinia.
El 12 de septiembre de 1896 se suprimió la prefectura apostólica y su territorio se incorporó nuevamente al del vicariato apostólico de Constantinopla.

### Misión sui iuris
En 1858 los carmelitas descalzos se establecieron en Alejandreta y construyeron la iglesia de la Anunciación. A solicitud del vicecónsul francés, el sultán otomano decretó el 15 de septiembre de 1855 el permiso para la construcción de una iglesia en Mersin, pero las trabas burocráticas no lo permitieron hasta 1891, sin embargo un sacerdote latino permaneció en la ciudad desde fines de mayo de 1854. Además había una escuela en Mersin, que fue cerrada (junto a todas las escuelas católicas de Turquía) el 1 de mayo de 1924.
La Primera Guerra Mundial, que estalló en 1914, obligó a muchos católicos latinos, especialmente franceses, a regresar a sus países.
El 20 de junio de 1931 mediante el breve Quae ad christiani del papa Pío XI se erigió la misión sui iuris de Trebisonda, inmediatamente sujeta a la Congregación de Propaganda Fide, separándola del vicariato apostólico de Constantinopla. La sede del superior eclesiástico era la ciudad de Samsun.

Los límites de esta misión independiente de Trebisonda serán: al norte el mar Negro; al oeste y al sur, una línea desde la desembocadura del río Sakarya hasta el monte Aladağlar, trazada por un camino recto; una línea igualmente desde el monte Aladağlar hasta el monte Yıldız Dağı, de allí hasta el monte Kaçkar, y luego hasta el río Ciorak, por un camino recto; al este, finalmente, los límites entre la República Turca y el mar Negro.

Una ley turca de 1935 hizo que muchos católicos latinos emigraran del país. El Estado turco confiscó iglesias (como las de Tarso y Giresun), realizó expulsiones (como la de Zonguldak), y destruyó propiedades (como en Merzifon). Otras iglesias fueron convertidas en mezquitas, bibliotecas o edificios para otros usos civiles, lo mismo que escuelas y hospitales que fueron confiscados. La persecución hizo que muchos cristianos se convirtieran al islam o permanecieran en condición de criptocristianos. A mediados del siglo XX el establecimiento de bases militares de Estados Unidos en Anatolia hizo que algunas iglesias latinas subsistieran para asistir a militares católicos, en Adana solo quedó la iglesia de San Pablo y la iglesia de la base estadounidense en Incirlik (desde 1951), junto con su escuela afiliada. Posteriormente, el relajamiento de la persecución anticristiana en Turquía permitió que algunos criptocristianos volvieran a las iglesias y también la conversión de algunos musulmanes (principalmente de familias cristianas convertidas al islam).
Giuseppe Roncalli, el futuro papa Juan XXIII, mientras se desempeñaba como delegado apostólico en Estambul decidió en 1939 que la jurisdicción sobre las iglesias latinas de la región de Antioquía, Alejandreta, Adana, Tarso y Mersin, que estaban bajo dependencia del vicariato apostólico de Alepo, pasaran a depender del vicariato apostólico de Estambul coincidente con la nueva frontera entre Turquía y Siria.
El 30 de noviembre de 1990, mediante el decreto Quo melius de la Congregación para las Iglesias Orientales, la misión sui iuris fue suprimida y en su lugar se erigió el vicariato apostólico de Anatolia, incorporando la parte centro sur de Anatolia separada del vicariato apostólico de Constantinopla, renombrado a Estambul. La sede del vicario apostólico era la ciudad de Mersin, pero fue trasladada el 29 de junio de 2000 a Alejandreta.
El 3 de junio de 2010 el vicario apostólico Luigi Padovese fue asesinado por su conductor.

## Estadísticas
Según el Anuario Pontificio 2023 el vicariato apostólico tenía a fines de 2022 un total de 2750 fieles bautizados.
| Año                                                                             | Población            | Población | Población      | Sacerdotes | Sacerdotes    | Sacerdotes    | Bautizados por sacerdote | Diáconos permanentes | Religiosos | Religiosos | Parroquias |
| Año                                                                             | Bautizados católicos | Total     | % de católicos | Total      | Clero secular | Clero regular | Bautizados por sacerdote | Diáconos permanentes | Varones    | Mujeres    | Parroquias |
| ------------------------------------------------------------------------------- | -------------------- | --------- | -------------- | ---------- | ------------- | ------------- | ------------------------ | -------------------- | ---------- | ---------- | ---------- |
| 1950                                                                            | 175                  | 3 850 000 | 0.0            | 4          |               | 4             | 43                       |                      |            |            | 3          |
| 1970                                                                            | 200                  | 4 500 000 | 0.0            | 4          | 2             | 2             | 50                       |                      | 4          |            |            |
| 1999                                                                            | 3000                 | ?         | ?              | 10         | 1             | 9             | 300                      | 1                    | 19         | 10         | 6          |
| 2000                                                                            | 4500                 | ?         | ?              | 11         | 5             | 6             | 409                      | 1                    | 15         | 10         | 7          |
| 2002                                                                            | 4500                 | ?         | ?              | 14         | 8             | 6             | 321                      | 1                    | 14         | 12         | 6          |
| 2003                                                                            | 4550                 | ?         | ?              | 9          | 3             | 6             | 505                      | 1                    | 14         | 12         | 7          |
| 2004                                                                            | 4550                 | ?         | ?              | 11         | 4             | 7             | 413                      | 1                    | 15         | 11         | 8          |
| 2010                                                                            | 4363                 | ?         | ?              | 8          | 1             | 7             | 545                      |                      | 8          | 7          | 6          |
| 2014                                                                            | 2800                 | ?         | ?              | 7          |               | 7             | 400                      |                      | 9          | 3          | 6          |
| 2015                                                                            | 3000                 | ?         | ?              | 7          |               | 7             | 428                      |                      | 8          | 3          | 6          |
| 2017                                                                            | 1500                 | ?         | ?              | 8          |               | 8             | 187                      |                      | 10         | 6          | 6          |
| 2020                                                                            | 3050                 | ?         | ?              | 8          | 2             | 6             | 381                      |                      | 9          | 7          | 8          |
| 2022                                                                            | 2750                 |           |                | 10         | 2             | 8             | 275                      |                      | 10         | 4          | 7          |
| Fuente: Catholic-Hierarchy, que a su vez toma los datos del Anuario Pontificio. |                      |           |                |            |               |               |                          |                      |            |            |            |

## Episcopologio

### Superiores de la misiónsui iurisde Trebisonda
- Michele da Capodistria, O.F.M.Cap. † (20 de junio de 1931-9 de marzo de 1933 renunció)
- Giovanni da Fivizzano, O.F.M.Cap. † (9 de marzo de 1933-1955)
- Prospero Germini da Ospitaletto, O.F.M.Cap. † (1955-1961)
- Michele Salardi da Novellara, O.F.M.Cap. † (1961-1966)
- Giuseppe Germano Bernardini, O.F.M.Cap. † (19 de diciembre de 1966-22 de enero de 1983 nombrado arzobispo de Esmirna)
  - Sede vacante (1983-1990)[nota 3]

### Vicarios apostólicos de Anatolia
- Sede vacante (1990-1993)

- Ruggero Franceschini, O.F.M.Cap. † (2 de julio de 1993-11 de octubre de 2004 nombrado arzobispo de Esmirna)
- Luigi Padovese, O.F.M.Cap. † (11 de octubre de 2004-3 de junio de 2010 asesinado)
  - Sede vacante (2010-2015)[nota 5]
- Paolo Bizzeti, S.I., (14 de agosto de 2015-25 de noviembre de 2024 retirado)
  - Antuan Ilgit, S.I., desde el 25 de noviembre de 2024 (administrador apostólico)